# VfB Lützel
Der VfB Lützel (vollständiger Name: Verein für Bewegungsspiele 1891 Lützel e. V.) ist ein Sportverein aus Koblenz. Die erste Fußballmannschaft spielte ein Jahr der damals erstklassigen Gauliga Moselland und ein Jahr der zweitklassigen II. Division Südwest an.

## Geschichte
Der Verein wurde im August 1891 als TV Coblenz-Lützel gegründet. Am 19. August 1919 wurde eine Fußballabteilung ins Leben gerufen, die im Jahre 1923 im Rahmen der reinlichen Scheidung als VfB Lützel eigenständig wurde. Die Basketballabteilung spaltete sich im August 2011 ab und ging in die SG Lützel-Post Koblenz auf.
In der Saison 1941/42 wurde die Mannschaft in die neu geschaffene Gauliga Moselland berufen und wurde Vorletzter der Ostgruppe. 1951 gehörte der VfB Lützel zu den Gründungsmitgliedern der II. Division Südwest, stieg aber sofort ab. Zwei Jahre später stieg der VfB auch aus der Amateurliga Rheinland ab. Nach einer zwischenzeitlichen Rückkehr zwischen 1959 und 1963 konnte sich die Mannschaft erst ab 1968 wieder in der Amateurliga etablieren. 
Im Jahre 1972 gewann der VfB den Rheinlandpokal durch einen 1:0-Finalsieg über den SSV Mülheim. Ein Jahr später rettete sich die Mannschaft erst in einer Entscheidungsrunde vor dem Abstieg, der dann im Jahre 1974 folgte. Der VfB Lützel stürzte bis in die unterste Spielklasse ab und spielte fortan nur noch auf Kreisebene.

## Persönlichkeiten
- Rudi Gutendorf
- Helmut Jahn
- David Scheu